# Aleksej Ananenko
Aleksej Mihajlović Ananenko, sovjetsko-ukrajinski inženir, * 13. oktober 1959, Inta, Sovjetska zveza. 
Kot inženir je delal v jedrski elektrarni Černobil. Med likvidatorji Černobilske nesreče je bil Ananenko eden od treh potapljačev, ki so se potopili v poplavljeno klet elektrarne in v kleti izpraznili ventilje z vodo.  

## Biografija

### Zgodnje življenje
Aleksej Ananenko se je rodil 13. oktobra 1959 v vasi Inta, v kmečki družini. Leta 1961 se je družina preselila v vas Tulinovka v regiji Tambov, kjer je Ananenko leta 1977 končal srednjo šolo. Od leta 1977 do 1983 je študiral na Moskovskem inštitutu za elektrotehniko, kjer je opravil diplomo iz jedrskih elektrarn in naprav, s kvalifikacijo, inženirstva toplotne fizike. 

### Černobil
Ananenko je svojo kariero začel leta 1983, ko se je zaposlil v jedrski elektrarni Černobil. V elektrarni je služil kot operater in višji strojni inženir reaktorske hlape. 
26. aprila 1986 je reaktor 4 ob izvajanju varnostnega testa eksplodiral. Ananenko je bil kmalu po evakuaciji mesta Pripjat skupaj z preostalimi inženirji poklican v Černobil, kjer jim je bilo rečeno, da če bi staljeni jedrski material prišel do vode, ki je bila shranjena v spodnjem bazenu z 19.000 tonami in je bila uporabljena med gašenjem požara v prvih dneh po nesreči, bi bila visoka verjetnost druge eksplozije, ki bi povzročila še večjo katastrofo. Da bi to preprečili, je bil pripravljen načrt, da trije elektrarniški inženirji odidejo v klet elektrarne in izpraznijo ventilje z vodo. Ananenko se je javil kot prvi prostovoljec poleg Valerija Bezpalova in Borisa Baranova. Vsi trije so v potapljaški opremi odšli v poplavljeno klet elektrarne in opravili svoje naloge. 
Mediji so poročali, da so vsi trije "potapljači" umrli zaradi njihovih junaških dejanj. V resnici so vsi vključno z Ananenkom preživeli hospitalizacijo, med delom so prejeli znaten odmerek sevanja. 
Po končanih likvidacijskih opravkih je Ananenko še naprej delal v jedrski elektrarni Černobil do konca leta 1989, ko je dal odpoved in si našel drugo delo.

### Poznejše življenje
Po odpovedi iz Černobilske elektrarne je Ananenko v začetku leta 1990 začel delati na kijevski podružnici Inštituta Atomenergoproekt, kjer je pripravljal poročila o analizi varnosti ukrajinskih jedrskih elektrarn, vključno z oceno posledic sevalnih nesreč. Leta 1994 je delal v Znanstveno-tehničnem centru za jedrsko in sevalno varnost kot vodja laboratorija na oddelku za računsko analizo termohidravličnih procesov in verjetnostno analizo varnosti Nek. Istega leta je Ananenko začel delati v SNRCU, kjer je delal kot vodja oddelka za nujno odpremo.
Med letom 1995 in 2003 je delal na Ministrstvu za ekološko varnost Ukrajine, Upravi za jedrsko ureditev in Ministrstvu za energijo in vire kot vodja enote za pripravljenost in odzivanje na izredne razmere. Leta 2010 je delal v Državnem odboru za jedrsko ureditev Ukrajine in se še naprej ukvarjal s temo pripravljenosti in odzivanja na izredne razmere. Novembra istega leta je odstopil s položaja vodje informacijsko-kriznega oddelka in se predčasno upokojil kot udeleženec likvidacije posledic černobilske nesreče.
Maja 2011 se je začasno vrnil v službo kot vodja oddelka za mednarodne projekte Državnega znanstvenega in tehničnega centra za jedrsko in sevalno varnost. Od istega meseca je bil direktor za institucionalni razvoj Združenja ukrajinskega jedrskega foruma.
Aprila 2018 se je Aleksej Ananenko upokojil.

## Nagrade in odlikovanja
Leta 2018 je bil Ananenko odlikovan z redom za pogum 3. stopnje, leta 2019 pa z redom heroja Ukrajine.

## V popularni kulturi
Ananenka je upodobil Baltasar Breki Saper v HBO miniseriji Černobil leta 2019.